# Berry (Kentucky)
Berry és una població dels Estats Units a l'estat de Kentucky. Segons el cens del 2000 tenia 310 habitants.

## Demografia
Segons el cens del 2000, Berry tenia 310 habitants, 101 habitatges, i 82 famílies. La densitat de població era de 443,3 habitants/km².
Dels 101 habitatges en un 48,5% hi vivien nens de menys de 18 anys, en un 57,4% hi vivien parelles casades, en un 14,9% dones solteres, i en un 18,8% no eren unitats familiars. En el 16,8% dels habitatges hi vivien persones soles el 9,9% de les quals corresponia a persones de 65 anys o més que vivien soles. El nombre mitjà de persones vivint en cada habitatge era de 3,07 i el nombre mitjà de persones que vivien en cada família era de 3,33.
Per edats la població es repartia de la següent manera: un 35,8% tenia menys de 18 anys, un 7,1% entre 18 i 24, un 31,9% entre 25 i 44, un 18,7% de 45 a 60 i un 6,5% 65 anys o més.
L'edat mediana era de 30 anys. Per cada 100 dones de 18 o més anys hi havia 99 homes.
La renda mediana per habitatge era de 30.417 $ i la renda mediana per família de 28.571 $. Els homes tenien una renda mediana de 27.000 $ mentre que les dones 23.250 $. La renda per capita de la població era d'11.275 $. Entorn del 29,8% de les famílies i el 27,4% de la població estaven per davall del llindar de pobresa.

## Poblacions més properes
El següent diagrama mostra les poblacions més properes.